# Pedro Cerdán (fraile)
Pedro Cerdán (Colliure, 1370-Graus, 7 de diciembre de 1422) fue un fraile dominico de la Corona de Aragón venerado como beato en Colliure y en la Orden de los Predicadores, aunque no está oficialmente beatificado.
Nació en Colliure en una familia modesta y era sordomudo. Ingresó en el convento de la Orden de San Domingo como converso y realizó tareas domésticas y humildes, teniendo en cuenta sus limitaciones y su falta de formación. Según la tradición, se curó cuando San Vicente Ferrer visitó su convento en 1409. Pedro se vistió con la capa negra del padre Ferrer y, solo con su contacto, recuperó el habla y el oído.
Desde entonces ingresó en la orden como fraile y acompañó a Vicente Ferrer en muchos de sus viajes de predicación y él mismo se convirtió en un gran predicador, consiguiendo muchas conversiones, especialmente entre los jóvenes. En 1420 fue elegido prior del convento dominico de Colliure.
Cuando se encontraba en Graus con Vicente Ferrer enfermó, lo cual impidió que pudiera acompañarlo en su viaje al sur de Francia. Murió en esa misma localidad en 1422 y se dice que las campanas de la villa tocaron solas para anunciarlo. Lo enterraron en el santuario de la Virgen de la Peña.
Según la tradición, al morir Cerdán los sarmientos del cojín con los que dormía rebrotaron de nuevo y sin estar plantados y dieron uvas. Este milagro perduró durante años, ya que después de arrancarse el racimo, brotaba otro nuevo. De este racimo se hizo vino, conocido como el vino del padre Cerdán. Según Joan Amades, algunas personas le decían vino cerdán al destinado a la medicina.
Su culto se desarrolló en Graus, donde se visitaba su sepulcro, y en Colliure, donde una talla de él ocupa parte del retablo de la capilla de San Vicente de la iglesia parroquial. El arcón y sus huesos se perdieron en 1936, al inicio de la Guerra Civil.